# ابتکار کمربند و جاده
ابتکار کمربند و راه (به انگلیسی: Belt and Road Initiative با سرواژه BRI، یا B&R) که سابقاً به عنوان یک کمربند و یک راه (به چینی: 一带一路) شناخته می‌شد، یک طرح سرمایه‌گذاری در زیربناهای اقتصادی بیش از ۷۰ کشور جهان و سازمان‌های بین‌المللی و توسعهٔ دو مسیر تجاری «کمربند اقتصادی راه ابریشم» و «راه ابریشم دریایی» است که در مرکز سیاست خارجی شی جین پینگ دبیرکل حزب کمونیست چین و رهبر عالی‌مقام این کشور قرار دارد. او این استراتژی را اولین بار در جریان یک سفر رسمی به قزاقستان در سپتامبر ۲۰۱۳ معرفی کرد. پشتوانهٔ این طرح قدرت صنعتی اقتصاد چین و توان سرمایه‌گذاری آن است. این طرح می‌تواند به همراه قدرت نظامی چین به هژمونی این کشور در آسیای شرقی بینجامد و در نهایت با تفوق بر مسیرهای تجاری خشکی و آبی اوراسیا، چین را به سوی قدرت برتر در اقتصاد جهانی رهنمون کند. موافقان این طرح، آن را راهی برای شکاف زیرساخت‌ها بین کشورهای توسعه‌یافته و کشورهای در حال توسعه، کمک به رشد اقتصادی این کشورها و رونق تجارت بین‌المللی می‌دانند. اما مخالفان آن را طرحی استعماری می‌دانند که بسیاری از کشورهای هدف، توان بازپرداخت دیونش را ندارند و قراردادهایش شفاف نیست.

چین از طرحی ۹۰۰ میلیارد دلاری برای سرمایه‌گذاری در زیرساخت‌های اقتصادی این پروژه عظیم مدنظر گرفته هست. 
جهان به منظور گسترش جهانی‌شدن و توسعهٔ بازارها رونمایی کرده‌است. این طرح بزرگ‌ترین طرح سرمایه‌گذاری است که تاکنون توسط یک کشور ارائه شده‌است.
نشست راه ابریشم نو یا نشست یک کمربند و یک راه، نشست دو روزهٔ مقامات عالی‌رتبهٔ صد کشور جهان در پکن با میزبانی و محوریت چین است که طی روزهای ۱۴ و ۱۵ ماه مهٔ ۲۰۱۷ میلادی برگزار شد. در این نشست، شی جین پینگ، رئیس‌جمهور چین، از کشورها خواست که حمایت‌گرایی را رد کنند و روند جهانی شدن را بپذیرند. در خاتمه، جمعی از رهبران حاضر در نشست، موافقتنامهٔ راه ابریشم نو را امضا کردند.
در حوزهٔ ریلی، بر اساس طرح اولیهٔ راه ابریشم، قرار بود مسیر خط‌آهن از چین تا آسیای میانه، ایران، آذربایجان، گرجستان و از آنجا به سمت روسیه یا ترکیه و در نهایت اروپا باشد. اما در دسامبر ۲۰۲۰، نخستین محمولهٔ باری قطار ترکیه در مسیر اروپا به آسیا، بدون گذشتن از ایران و با عبور از گرجستان، آذربایجان، دریای خزر (با کشتی) و قزاقستان به شهر شی‌آن چین رسید.

## پیشینه

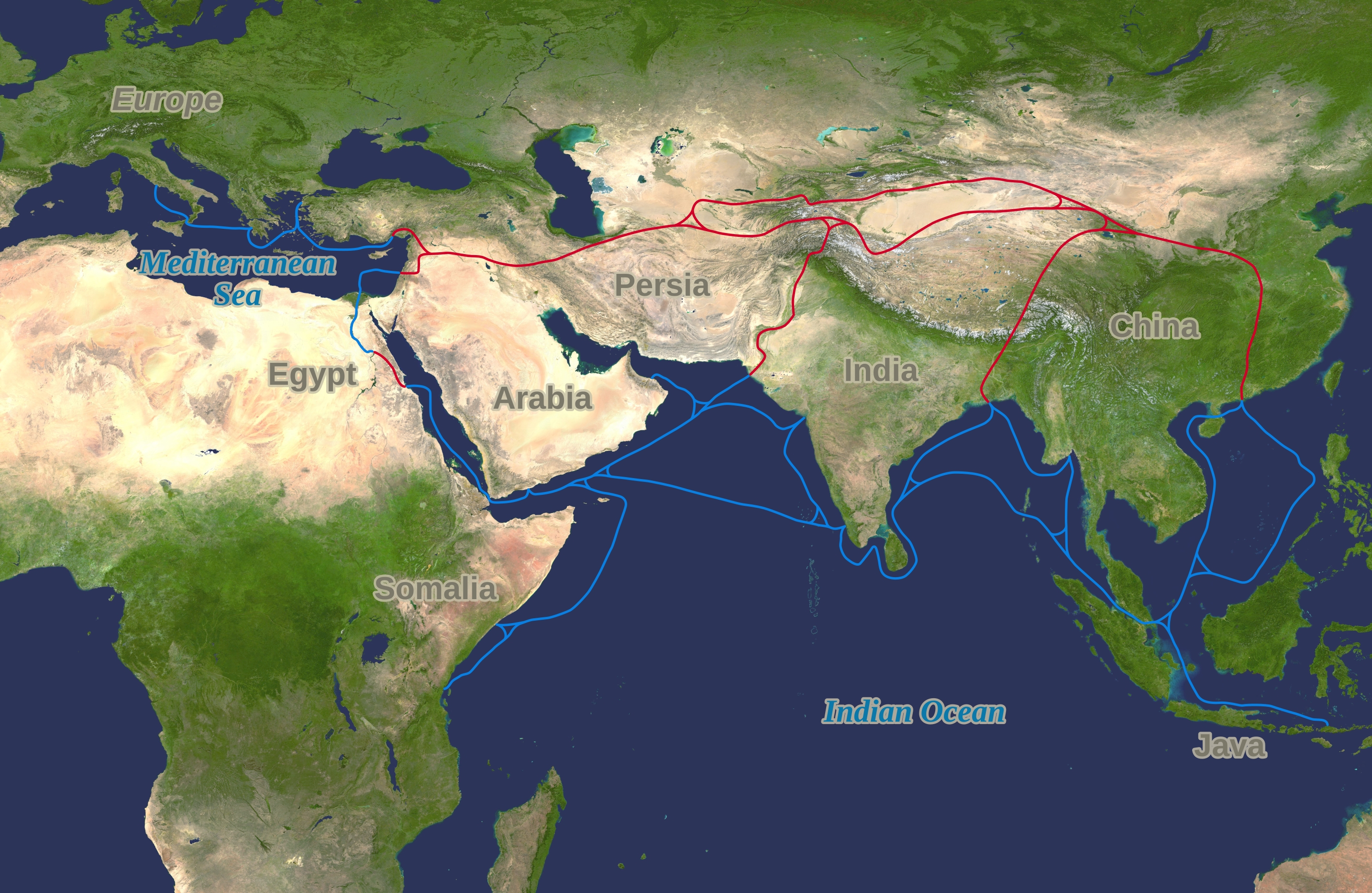
مسیر زمینی (رنگ قرمز) و دریایی (رنگ آبی) راه ابریشم در سده‌های میانی

راه ابریشم یا شبکهٔ راه‌های به‌هم‌‌پیوسته‌ای با هدف بازرگانی در آسیا بود که خاور و باختر و جنوب آسیا را به هم و به شمال آفریقا و خاور اروپا پیوند می‌داد؛ مسیری که تا سدهٔ پانزدهم میلادی به‌مدت ۱٬۷۰۰ سال، بزرگ‌ترین شبکهٔ بازرگانی دنیا بود.
جغرافی‌دان بریتانیایی، هالفورد مکیندر، در آغاز سدهٔ بیستم می‌گوید، یک قدرت که بتواند مسیرهای تجارت و حمل‌ونقل اروپا، آسیا و آفریقا را در قالب یک «جزیرهٔ جهانی» درآورد، آماده است که به یک قدرت مسلط جهانی بدل شود.

## طرح پیشنهادی
این طرح شامل دو مسیر تجاری «کمربند اقتصادی راه ابریشم» و «راه ابریشم دریایی» است. «کمربند اقتصادی راه ابریشم» در مسیر باستانی راه ابریشم چین را از طریق آسیای میانه، روسیه و خاورمیانه به اروپا متصل می‌کند. «راه ابریشم دریایی»، چین را از طریق دریا به جنوب شرق آسیا و آفریقا مرتبط می‌کند. این طرح توسط، شی جینگ پینگ، رئیس‌جمهور چین، در سال ۲۰۱۳ ارائه شد. علت ارائه طرح آن است که دو موتور مولد اقتصاد چین شامل توسعهٔ زیرساخت‌های اقتصادی داخلی و صادرات کالا به کشورهای در حال توسعه دیگر کارایی گذشته را نداشت. همچنین اقتصادهای غربی دچار رکود شده بود و بازگشت سرمایه‌گذاری داخلی به سرعت در حال زوال بود، زیرا کشور دچار مازاد تولید کالا از مسکن گرفته تا محصولات صنعتی شده بود؛ بنابراین، هدف اصلی طرح تقویت رشد اقتصاد چین بوده‌است و از طریق اجرای این طرح شرکت‌های چینی بدل به شرکت‌های جهانی می‌شود. بدین ترتیب، این شرکت‌ها در همهٔ کشورها و حتی قطب شمال، تحت برند «یک کمربند و یک راه»، به فعالیت در توسعهٔ زیرساخت‌ها می‌پردازند. چین به‌طور خاص ۶۵ کشور را به عنوان هدف سرمایه‌گذاری زیرساختی تعیین کرده‌است. یک بخش هسته‌ای پروژه، دالان اقتصادی پاکستان–چین از سین کیانگ تا گوادر به ارزش ۵۴ میلیارد دلار است. همچنین، یک راه‌آهن سریع‌السیر ۳٬۰۰۰ کیلومتری، جنوب چین را به سنگاپور متصل می‌کند.
چین در نظر دارد سرمایه‌گذاری در زیرساخت اقتصادی همچون حمل و نقل ریلی در حدود شصت کشور جهان از جمله آفریقا سرمایه‌گذاری کند. چین برای توسعهٔ حمل و نقل کالا و انرژی در آزادراه مسکو به قازان در روسیه، راه‌آهن قزاقستان از قورغاس به بندر آق‌تاو در ساحل دریای کاسپین، چند خط لولهٔ گاز از ترکمنستان به چین، خط‌آهن چین-قرقیزستان-ازبکستان، خط‌آهن ترانس آسیا از چین به اروپا از طریق قزاقستان و روسیه، راه‌آهن راه ابریشم که از چین به ایران از طریق قزاقستان، آزادراه چین به پاکستان سرمایه‌گذاری می‌کند. چین، همچنین، برای دستیابی به اقیانوس هند از طریق تنگهٔ مالاکا ممکن است دچار چالش با هند شود؛ لذا، در طرح راه ابریشم نو تلاش شده‌است که از طریق دالان اقتصادی پاکستان–چین یا از طریق بنگلادش، راه دیگری به اقیانوس هند باز شود.
چین برای پیاده‌سازی پروژه‌ها اقدام به نهادسازی مالی نموده‌است. از جمله «صندوق راه ابریشم» را با ۴۰ میلیارد دلار سرمایه در سال ۲۰۱۴ راه‌اندازی کرده‌است. همچنین بانک سرمایه‌گذاری زیربنایی آسیا با سرمایهٔ پایهٔ صد میلیارد دلار را با مشارکت دیگر کشورها در سال ۲۰۱۵ تأسیس کرده‌است. همچنین، دولت چین در این سال ۸۲ میلیارد دلار برای سرمایه‌گذاری در پروژه‌های راه ابریشم به سه بانک منتقل کرده‌است. بدین ترتیب، راه برای اجرای پروژه‌های توسعهٔ زیرساختی متکی به دولت چین در دیگر کشورها توسط شرکت‌های چینی هموار شده‌است.
همچنین، چین از مشارکت شرکت‌های غیر چینی از جمله شرکت‌های صنعتی غربی در پیشبرد پروژه‌ها استقبال کرده‌است، تا مخاطرات ناشی از به ثمر نرسیدن آن‌ها را کاهش دهد. برای نمونه شرکت چینی-فرانسوی توسعهٔ یک رآکتور در بریتانیا را برعهده گرفته‌است. زیمنس نیز با بهره‌گیری از سرمایهٔ یک میلیارد دلاری چینی‌ها نیروگاهی را در عربستان سعودی می‌سازد. همچنین، جنرال الکتریک مترصد مشارکت در این پروژه‌ها است.

## ارزیابی‌ها
ایالات متحده در دوره باراک اوباما برای مهار قدرت تجاری چین در شرق آسیا و اقیانوسیه طرح شراکت ترنس-پسیفیک (TPP) را ایجاد کرد. در مقابل نیز چین طرح راه ابریشم نو را ارائه داد. اما دونالد ترامپ با قطع پشتیبانی ایالات متحده به‌طور مؤثری طرح شراکت ترنس پاسیفیک را نابود کرد. در مقابل شی جین پینگ، رئیس‌جمهور چین، اعلام کرد که طرح راه ابریشم نو برای روی همگان گشوده‌است. در حالی که ایالات متحده می‌کوشید از طریق طرح شراکت ترنس پاسیفیک اقدام به قاعده‌گذاری برای تجارت آزاد فراتر از معیارهای سازمان جهانی تجارت بکند، چین می‌خواهد از طریق راه ابریشم نو مازاد محصولات تجاری خود را به کشورهای در حال توسعه‌ای که نیازمند کمک این کشور هستند، صادر کند. به بیان دیگر، طرح شراکت ترنس پاسیفیک یک بازار مشترک آزاد قاعده‌گذاری شده‌است، اما طرح راه ابریشم نو مجموعه‌ای از پروژه‌ها به همراه پشتیبانی‌های نهادی اقتصادی است. به نظر می‌رسد موجی از ضدجهانی شدن و حمایت‌گرایی در کشورهای توسعه یافته از جمله آمریکا، فرصتی را برای چین مهیا کرده‌است که تا این طرح را به عنوان موتور افزایش تجارت بین‌الملل مطرح کند.
برخی تحلیلگران، طرح «یک راه یک کمربند» را طرحی در راستای توسعه جهانی شدن با الگوی چینی می‌دانند، که قصد دارد نظم اقتصادی جهان را از نو صورت بندی کند و کشورها و شرکت‌ها را در مدار اقتصاد چین قرار دهد. در شرایطی که رشد اقتصادی چین کند شده‌است، صنایع سنگین همچون فولاد و سیمان بیش از نیاز بازار چین، محصول تولید می‌کنند؛ بنابراین، چین برای تداوم فعالیت اقتصادی اش به بازارهای جهانی، به خصوص در کشورهای در حال توسعه، نظر دارد. برخی این را طرحی بزرگ‌تر طرح مارشال، که ایالات متحده آمریکا پس از جنگ جهانی دوم به اجرا درآورد، می‌دانند. در شرایطی که آمریکا تحت ریاست جمهوری دونالد ترامپ از شراکت ترنس-پسیفیک فاصله می‌گیرد، چین می‌کوشد تا طرح خود را به اجرا درآورد. چین اهداف بلندی دارد که حتی برای تحقق آن حاضر است در زیرساخت‌های کشورهای دچار فساد و بحران سرمایه‌گذاری کند. تام میلر، نویسنده کتاب «رؤیای آسیایی چین: ساخت امپراتوری در طول راه ابریشم نو» (China’s Asian Dream: Empire Building Along the New Silk Road) می‌گوید ابتکار چین شروع به ارائه زیرساخت‌های مفید، ایجاد مسیرهای تجاری نو و اتصال بهتر در آسیا کرده‌است.
البته این طرح رقابت‌هایی را نیز برمی‌انگیزد. در شرایطی که چین در توسعه بندر گوادر پاکستان برای اتصال به اقیانوس هند سرمایه‌گذاری می‌کند، ژاپن و هند، متقابلاً، در بند چابهار ایران سرمایه‌گذاری تا بتواند به بازار آسیای مرکزی دست یابند. همچنین، روسیه می‌کوشد با توسعه تجارت با ایران از طریق بنادر مخاچ‌قلعه و آستاراخان در کناره دریای خزر به بازار آسیای جنوبی و جنوب غربی دست یابد.
این انتقاد از جانب هند مطرح شده‌است که قراردادهای منعقد شده توسط چین با دیگر کشورها شفاف نیست و هزینه مشارکت در طرح‌های توسعه زیرساخت‌ها به صورتی است که کشورها قادر به بازپرداخت دیون(جمع دین) خود نیستند. با این حال، استقبال از طرح چین نشان می‌دهد که عده اندکی به این هشدار توجه کرده‌اند. طبق برآوردها، بیش از نیمی از کشورهایی که این طرح را پذیرفته‌اند، نظیر لائوس، سطح اعتباری پایین‌تر از میزان سرمایه‌گذاری پروژه‌ها دارند و قادر به بازپرداخت دیون خود نیستند. به خصوص کشورهای آسیای مرکزی، که یک بخش اساسی طرح می‌باشند، دچار اقتصاد ضعیف و ناپایدار، حکومت فقیر و فساد هستند. همچنین، با توجه به ضعف اقتصادی و ناپایداری سیاسی در برخی از کشورهای هدف این طرح، بیم آن می‌رود که پروژه‌ها هرگز به سطحی از سودآوری نرسد که منجر به جبران سرمایه‌گذاری انجام شده از سوی چین گردد و این کشور متضرر شود.
این طرح می‌تواند قدرت بین‌المللی ایالات متحده به خصوص در حوزه تجاری را کاهش دهد. مواجهه خصمانه آمریکا و اروپا با روسیه پس از بحران اوکراین، این کشور را متوجه طرح ترانس پاسیفیک چین کرد. اما، در صورت بهبود روابط با غرب، ممکن است دوباره از چین رویگردان شود، چون به هر حال طرح راه ابریشم نو، اساساً یک طرح چینی است. از سوی دیگر ایالات متحده با تقویت اتحادش با بلوک‌های سرمایه‌داری در اقتصاد چین، ممکن است علیه این طرح اقدام کند، تا بتواند بر خط مشی توسعه آتی چین اثر بگذارد. بروکراسی مالی چین علاقه‌ای به چالش با موقعیت برتر ایالات متحده به عنوان بانک مرکزی جهان ندارد و نمی‌خواهد قدرت آمریکا در نظم جهانی را به چالش بکشد. برای نمونه، از آن رو که ایران یک بخش مهم در طرح راه ابریشم نو است، توافق هسته‌ای با ایران می‌تواند گامی از سوی آمریکا در جهت ایجاد توازن در قبال تأثیرات منطقه‌ای چین باشد.
بیم ناشی از تأثیرگذاری سیاسی چین سبب شده برخی کشورها نظیر استرالیا اجرای پروژه‌های این طرح را در کشور خود قبول نکنند. ناآرامی‌های سیاسی و اجتماعی در برخی مناطق نظیر پاکستان بر نگرانی‌ها افزوده‌است.
همچنین، هند به علت تعارض سیاسی با پاکستان، به خصوص عبور دالان اقتصادی پاکستان–چین از سرزمین مورد مناقشه کشمیر، نسبت به آن موضعی منفی اتخاذ کرده‌است و آن را تهدید حاکمیت سرزمینی خود می‌بیند.

## پروژه‌ها

کشورهایی که اسناد همکاری مرتبط با ابتکار کمربند و راه را امضا کرده‌اند

چین ۱۳۸ کشور و ۳۰ سازمان بین‌المللی را در این ابتکار درگیر کرده‌است. پروژه‌های زیرساختی شامل بندرها، راه‌آهن، بزرگراه‌ها، نیروگاه‌ها؛ هوانوردی و مخابرات هستند.
| ساختمان           | ساختمان | سرمایه‌گذاری | سرمایه‌گذاری |
| ----------------- | ------- | ----------- | ----------- |
| پاکستان           | ۳۱٫۹    | سنگاپور     | ۲۴٫۳        |
| نیجریه            | ۲۳٫۲    | مالزی       | ۱۴٫۱        |
| بنگلادش           | ۱۷٫۵    | روسیه       | ۱۰٫۴        |
| اندونزی           | ۱۶٫۸    | اندونزی     | ۹٫۴         |
| مالزی             | ۱۵٫۸    | کره جنوبی   | ۸٫۱         |
| مصر               | ۱۵٫۳    | اسرائیل     | ۷٫۹         |
| امارات متحده عربی | ۱۴٫۷    | پاکستان     | ۷٫۶         |

## نشست راه ابریشم نو

### حاضران
- آنتونیو گوترش، دبیرکل سازمان ملل متحد[۲۰]
- ولادیمیر پوتین، رئیس‌جمهور روسیه[۲۱]
- رجب طیب اردوغان، رئیس‌جمهور ترکیه[۲۲]
- مائوریسیو ماکری رئیس‌جمهور آرژانتین[۲۳]
- الکساندر لوکاشنکو، رئیس‌جمهور بلاروس[۲۴]
- نورسلطان نظربایف، رئیس‌جمهور قزاقستان[۲۵]
- اوهورو کنیاتا، رئیس‌جمهور کنیا[۲۶]
- میچل باچله، رئیس‌جمهور شیلی[۲۷]
- رودریگو دوترته، رئیس‌جمهور فیلیپین[۲۸]
- تران دای کوانگ، رئیس‌جمهور ویتنام[۲۹]
- جوکو ویدودو، رئیس‌جمهور اندونزی[۳۰]
- الماس‌بیگ آتامبایف، رئیس‌جمهور قرقیزستان[۳۱]
- دوریس لوتارد، رئیس‌جمهور سوییس[۳۲]
- شوکت میرضیایف، رئیس‌جمهور ازبکستان[۳۳]
- میلوش زمان، رئیس‌جمهور جمهوری چک[۳۴]
- پائولو جنتیلونی، نخست‌وزیر ایتالیا[۳۵]
- بئاتا شدوو، نخست‌وزیر لهستان[۳۶]
- آلکسیس سیپراس، نخست‌وزیر یونان[۳۷]
- ماریانو راخوی، نخست‌وزیر اسپانیا[۳۸]
- نواز شریف، نخست‌وزیر پاکستان[۳۹]
- هایله مریم دسالین، نخست‌وزیر اتیوپی[۴۰]
- فرانک باینیماراما، نخست‌وزیر فیجی[۴۱]
- نجیب تون رزاق، نسخت وزیر مالزی[۴۲]
- هون سن، نخست‌وزیر کامبوج[۴۳]
- الکساندر ووچیچ، نخست‌وزیر صربستان[۴۴]
- ویکتور اربان، نخست‌وزیر مجارستان[۴۵]
- رانیل ویکرماسینگه، نخست‌وزیر سری لانکا[۴۶]
- جارگالتولگا اردنبات، نخست‌وزیر مغولستان[۴۷]
- علی طیب‌نیا، وزیر اقتصاد ایران[۴۸]
- بریگیته تسیپریس، وزیر اقتصاد و انرژی آلمان[۱۵]
- آنگ سان سو چی، میانمار[۴۹]
- جیم یونگ کیم، رئیس بانک جهانی[۵۰]
- کریستین لاگارد، رئیس صندوق بین‌المللی پول[۵۱]

علاوه بر مقامات سیاسی، مقامات ارشد شرکت‌های صنعتی بزرگ نظیر زیمنس و جنرال الکتریک در این نشست شرکت کردند.

### انتقادات و مخالفت‌ها
برخی از کشورهای اروپایی حاضر در نشست توافقنامه نهایی را امضا نکردند، زیرا به گفته آنها، شامل پایداری و شفافیت اجتماعی و محیط زیستی نمی‌شود. برخی مخالفان این طرح در هندوستان، آن را طرحی استعماری می‌خوانند.
رهبران قدرت‌های بزرگ غربی شامل آمریکا، آلمان و بریتانیا از شرکت در این نشست اجتناب کردند. هند با توجه به اختلافاتی که با چین دارد، از جمله گذر دالان اقتصادی پاکستان–چین از کشمیر پاکستان هیچ مقام رسمی به این نشست گسیل نکرد.